# Georgi Christakiev
Georgi Christakiev (bulharskou cyrilicí Георги Христакиев) (28. května 1944, Stara Zagora - 4. dubna 2016 Sofie) byl bulharský fotbalista, obránce.

## Fotbalová kariéra
V bulharské lize hrál za PFK Beroe Stara Zagora, FK Spartak Plovdiv, PFK Lokomotiv Sofia, PFK Slavia Sofia a PFK Lokomotiv Plovdiv. Ve Veletržním poháru nastoupil ve 3 utkáních. Za bulharskou reprezentaci nastoupil v letech 1966–1973 ve 14 utkáních. S bulharskou reprezentací získal stříbrnou medaili na fotbalovém turnaji olympijských her v Mexico City roku 1968, nastoupil v 6 utkáních a dal 1 gól. 

## Ligová bilance
| Ročník                                | Zápasy | Góly | Klub                  |
| ------------------------------------- | ------ | ---- | --------------------- |
| 1. bulharská fotbalová liga 1962/1963 | -      | -    | Beroe Stara Zagora    |
| 1. bulharská fotbalová liga 1963/1964 | -      | -    | FK Čepinec Velingrad  |
| 1. bulharská fotbalová liga 1964/1965 | -      | -    | FK Spartak Plovdiv    |
| 1. bulharská fotbalová liga 1965/1966 | -      | -    | PFK Lokomotiv Sofia   |
| 1. bulharská fotbalová liga 1966/1967 | -      | -    | PFK Lokomotiv Sofia   |
| 1. bulharská fotbalová liga 1967/1968 | -      | -    | PFK Lokomotiv Sofia   |
| 1. bulharská fotbalová liga 1968/1969 | -      | -    | PFK Lokomotiv Sofia   |
| 1. bulharská fotbalová liga 1969/1970 | 12     | 0    | PFK Slavia Sofia      |
| 1. bulharská fotbalová liga 1970/1971 | 24     | 0    | PFK Lokomotiv Plovdiv |
| 1. bulharská fotbalová liga 1971/1972 | -      | -    | PFK Lokomotiv Sofia   |
| 1. bulharská fotbalová liga 1972/1973 | -      | -    | PFK Lokomotiv Sofia   |
| 1. bulharská fotbalová liga 1973/1974 | -      | -    | PFK Lokomotiv Sofia   |
| 1. bulharská fotbalová liga 1974/1975 | -      | -    | PFK Lokomotiv Sofia   |
| CELKEM 1. bulharská fotbalová liga    | -      | -    |                       |